# فرودگاه ابوموسی
فرودگاه منطقه‌ای ابوموسی فرودگاهی در کشور ایران با کد یاتا AEU و ایکائو OIBA است که در جزیره ابوموسی از توابع استان هرمزگان قرار دارد. این فرودگاه در سال ۱۳۷۳ افتتاح شد.
در سال ۲۰۱۶ میلادی ۲۰۴ نشست و برخاست هواپیما در این فرودگاه انجام شد و ۲۰٬۱۴۴ نفر مسافر و ۱۸۵٬۹۴۵ کیلوگرم بار از طریق آن جابجا شدند. فرودگاه ابوموسی از لحاظ تعداد پرواز و جابجایی مسافر در رتبه ۲۳ کشور ایران قرار دارد.

## شرکت‌های هواپیمایی و مقاصد پروازی
| شرکت‌های هواپیمایی | مقصدهای پروازی |
| ----------------- | -------------- |
| ایران ایر         | بندرعباس       |
| هواپیمایی کیش     | بندرعباس       |